# خوان مارتينيز ماركوني
خوان مارتينيز ماركوني (بالإسبانية: Juan Martínez Marconi)‏ هو لاعب كرة قدم تشيلي في مركز حراسة المرمى، ولد في 1 مايو 1982 في سانتياغو في تشيلي. لعب مع كوريكو يونيدو.

## وصلات خارجية
- خوان مارتينيز ماركوني على موقع Soccerway.com (الإنجليزية)
- خوان مارتينيز ماركوني على موقع عالم كرة القدم.نت (الإنجليزية)